# Manuel José Pérez
Manuel José Pérez (Panamá, 13 de diciembre de 1837 - 28 de septiembre de 1895 fue un jurista y poeta romántico colombiano.
Pertenece a la primera promoción poética de escritores del istmo panameño, que surge tras la independencia de España y unión a Colombia, la cual se inscribe en el período del romanticismo que acaece en la segunda mitad del siglo XIX.
La aparición en 1888 de la obra, en prosa y verso, Ensayos morales, políticos y literarios constituye el libro literario más antiguo editado en Panamá.

## Obras
- Ensayos morales, políticos y literarios, 1881.
- Sin nombre, 1891.
- habla claro mo, 1857